# Nezu Kaichirō I.

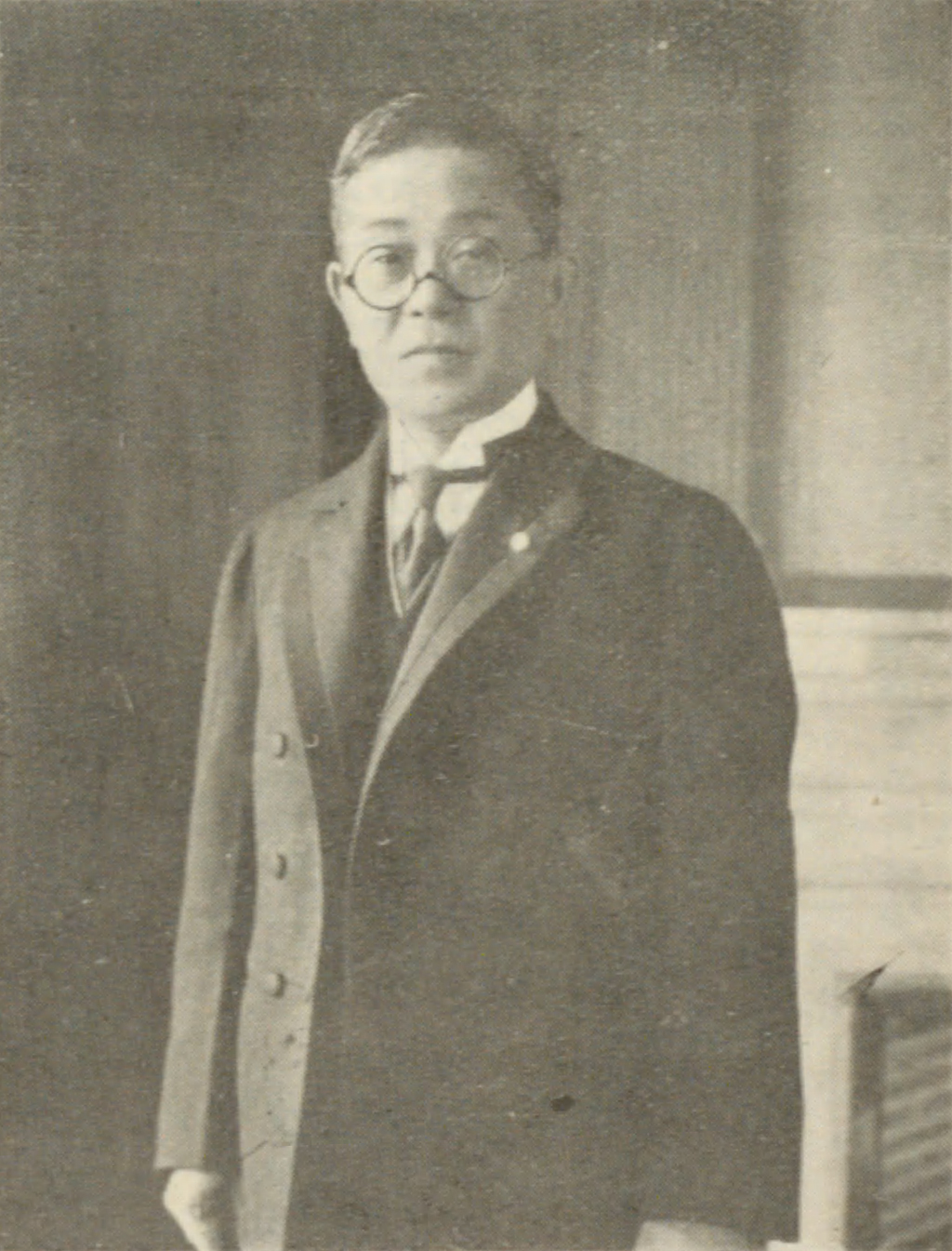
Nezu Kaichirō

Nezu Kaichirō I. (japanisch 根津 嘉一郎 (初代); geboren 1. August 1860 in Shōtokuji (Provinz Kai); gestorben 1. April 1940 in Tokio) war ein japanischer Unternehmer, Politiker und Kunstsammler. Wegen seiner unternehmerischen Erfolge im Eisenbahnwesen wird er auch „Tetsudō-Ō“ (鉄道王) – „König der Eisenbahn“ genannt.

## Leben und Wirken

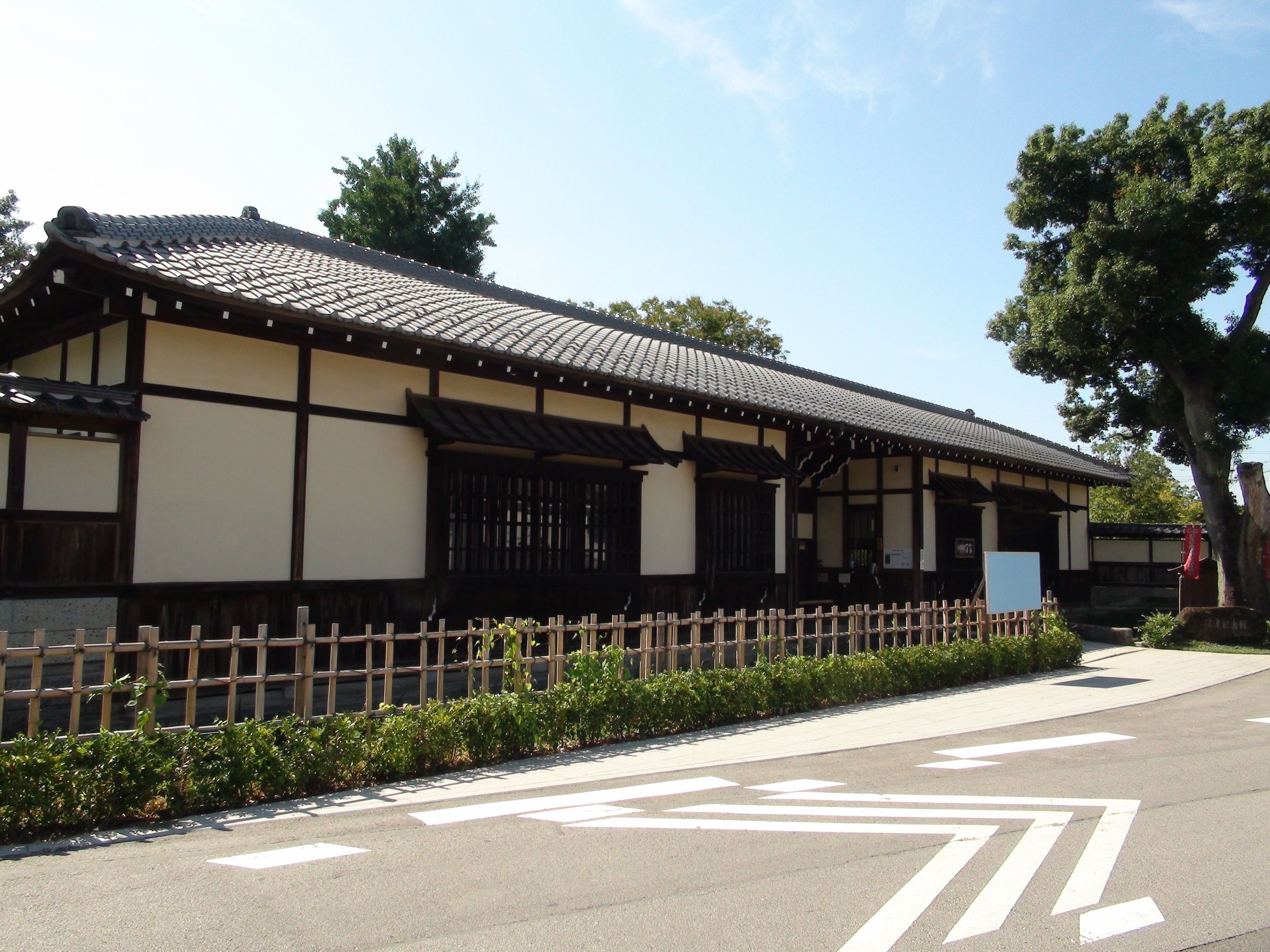
Nezus Geburtshaus, heute Museum

Nezu Kaichirō wurde als zweiter Sohn eines wohlhabenden Landwirts geboren. Er strebte früh ein politisches Amt an und wurde Bürgermeister und Landtagsabgeordneter. Auf Empfehlung des Unternehmers und Politikers Wakao Ippei (若尾 逸平; 1821–1913), der aus derselben Provinz stammte, ging er nach Tōkyō, wo er sich unternehmerisch so geschickt betätigte, dass man ihn „Sōbashi Kaichirō“ (相場師嘉一郎) – „Kaichirō Börsenspekulant“ nannte.
Dann aber wurde er vom Unternehmer Amenomiya Keijirō (雨宮 敬次郎; 1846–1911) dazu gebracht, statt zu spekulieren unternehmerisch tätig zu werden. 1905 übernahm er die notleidende Tōbu-Eisenbahngesellschaft, die unter seiner Leitung die Linien nach Nikkō und die Strecke am Kinugawa für die Onsen am Oberlauf angelegte, womit sich die Gesellschaft erholte. Man würdigte seine Arbeitsweise als „Gōtan nishte, katsu saishin“ (豪胆にして、かつ細心), etwa „Kühn und dabei bedacht“.
1904 wurde Nezu in das Unterhaus des Reichstags gewählt, später war er Mitglied des Oberhauses. Er gründete eine Reihe von akademischen und kulturellen Einrichtungen, darunter die Musashi-Oberschule (武蔵高等学校, Musashi kōtō gakkō), die sich zur Musashi-Universität weiterentwickelte. Seine große Kunstsammlung wurde die Basis für das Nezu-Museum.
Sein Sohn, geboren als Nezu Fujitarō (根津 藤太郎; 1913–2002), führte das Unternehmen als Nezu Kaijirō II. fort.